# ديدان لسانية
الديدان اللسانية أو البنتاستوما (الاسم العلمي: Pentastomida)، هي مجموعة غامضة من المفصليات الطفيلية، وتعرف عادةً باسم الديدان اللسانية بسبب تشابه أنواع جنس اللسانويّات مع لسان الفقاريات. تشير الدراسات الجزيئية إلى أن الديدان اللسانية هي قشريات متطورة للغاية.

تم التعرف على حوالي 130 نوعًا من الديدان اللسانية، وجميعها طفيليات إجبارية ذات تشريح متدهور بشكل متوافق. يتراوح طول ديدان اللسان البالغة بين 1 إلى 14 سم (0.4 إلى 5.5 بوصة)، وتستوطن الجهاز التنفسي للفقاريات. تمتلك الديدان اللسانية خمس زوائد أمامية، واحدة منها هي الفم، بينما الزوائد الأربعة الأخرى هي زوجان من الخطاطيف تستخدمها هذه الكائنات للالتصاق بالعائل. أدى هذا الترتيب إلى تسميتها العلمية التي تعني "خمس فتحات"، وعلى الرغم من التشابه في الزوائد بين بعض الأنواع، إلا أن واحدة فقط هي الفم.